# Herdmauer
Eine Herdmauer ist ein konstruktives Verbindungselement beim Bau von Talsperren und kommt zur Abdichtung einer durchlässigen Auflagerschicht beim Dammbau zum Einsatz. Als massive Betonwand verbindet sie die innen oder außen liegenden Dichtung eines Staudamms mit dem wasserundurchlässigen Festgestein im Untergrund. Damit wird die Wasserwegsamkeit in der Bodenschicht unterbrochen und der Boden vor Subrosion, Suffosion und Kolmation geschützt. Im Ergebnis wird die Unterläufigkeit des Dammbauwerks herabgesetzt und der Sickerweg zwischen Wasser- und Luftseite verlängert, sodass der Wasserverlust der Talsperre minimiert und die Sicherheit vor hydraulischem Grundbruch erhöht wird. Tiefer liegende Baugrundschichten, die nicht durchgängig erosionssicher sind, oder Fels mit zerklüfteten Bereichen müssen unterhalb der Herdmauer zur weiteren Abdichtung mit einem meist mehrreihigen Dichtungsschleier aus Zementsuspension verpresst werden.
Die Lage der Herdmauer ist von der Konstruktion der Dammdichtung abhängig. Bei einer Oberflächendichtung wird die Herdmauer am wasserseitigen Fuß angeordnet, bei einer Innendichtung liegt die Mauer in der direkten Fortsetzung der meist senkrechten Dichtungsebene. Der jeweilige Übergang von der 'weichen' Dichtungsschicht an den 'starren' Betonkörper erfordert konstruktive Vorkehrungen, damit wegen der Setzungen des Dammkörpers die Dichtfunktion an der Stelle nicht beeinträchtigt wird. Gleiches gilt für die Herstellung der Herdmauer, die als massiver Betonbau nur blockweise erstellt werden kann. Dabei ist auf die sorgfältige Ausbildung der Fugen mit entsprechenden Fugenbändern zu achten.
In Deutschland wird nach DIN 19700-11 eine Herdmauer erforderlich, wenn die Staudammdichtung nicht großflächig an den dichten Untergrund angeschlossen werden kann. Besonders bei hohen Dämmen mit einer Innendichtung sollte eine Herdmauer vorgesehen werden, die in Europa häufig mit einem Kontrollgang versehen wird. Dadurch ergibt sich der Vorteil, dass darüber während der Betriebsdauer der Talsperre der Untergrund dichtungstechnisch nachbehandelt werden kann. Daneben dient er dem Einbau von Messeinrichtungen, wodurch die Überwachung des Bauwerks und die Messung des Sickerwasseranfalls möglich bzw. verbessert wird. Wird die Dichtungsschicht quer über den Dammkörper in einzelne Dichtbereiche aufgeteilt, die jeweils im Kontrollgang enden, kann eine Beschädigung der Dichtung schon grob lokalisiert werden. Außerhalb von Europa wird eine Herdmauer bisweilen als kostspieler Luxus angesehen. In dem Fall wird eine gründliche Vorbereitung der Kernaufstandsfläche notwendig, die alle offenen Klüfte mit Zementmörtel verfüllt bzw. mit Zementsuspension verpresst. Zusätzlich muss in jedem Fall mit einem Dichtungsschleier der tiefere Untergrund abgedichtet werden.
Als Alternative zu einer Herdmauer kann eine Bohrpfahl-, Schlitz-, Schmal- oder Spundwand eingebracht werden. Jedoch können diese relativ steifen Bauteile nicht den Setzungen der Dammschüttung folgen, sodass dadurch Risse und Beschädigungen am Dammbauwerk und der Dichtung auftreten können.
Zur weiteren Bodenabdichtung kann in Fortsetzung einer Oberflächendichtung vor dem Damm ein Dichtungsteppich aus Lehm oder Asphaltbeton eingebracht werden.